# العلاقات الوسط إفريقية الليبية
العلاقات الوسط أفريقية الليبية هي العلاقات الثنائية التي تجمع بين جمهورية أفريقيا الوسطى وليبيا.

## مقارنة بين البلدين
هذه مقارنة عامة ومرجعية للدولتين:
| وجه المقارنة                                              | جمهورية أفريقيا الوسطى      | ليبيا                                       |
| --------------------------------------------------------- | --------------------------- | ------------------------------------------- |
| المساحة (كم2)                                             | 622.98 ألف                  | 1.76 مليون                                  |
| عدد السكان (نسمة)                                         | 4.66 مليون                  | 6.37 مليون                                  |
| الكثافة السكانية (ن./كم²)                                 | 7.48                        | 3.62                                        |
| العاصمة                                                   | بانغي                       | طرابلس                                      |
| اللغة الرسمية                                             | لغة فرنسية، اللغة السانغوية | اللغة العربية، اللغة العربية الفصحى الحديثة |
| العملة                                                    | فرنك وسط أفريقي             | دينار ليبي                                  |
| الناتج المحلي الإجمالي (بليون دولار)                      | 1.95 مليار                  | 50.98 مليار                                 |
| الناتج المحلي الإجمالي (تعادل القوة الشرائية) بليون دولار | 3.03 مليار                  | 69.32 مليار                                 |
| الناتج المحلي الإجمالي الاسمي للفرد دولار أمريكي          | 323                         |                                             |
| الناتج المحلي الإجمالي للفرد دولار أمريكي                 | 594                         | 15.60 ألف                                   |
| مؤشر التنمية البشرية                                      | 0.350                       | 0.724                                       |
| رمز المكالمات الدولي                                      | +236                        | +218                                        |
| رمز الإنترنت                                              | .cf                         | .ly                                         |
| المنطقة الزمنية                                           | ت ع م+01:00                 | ت ع م+02:00، توقيت شرق أوروبا               |

## منظمات دولية مشتركة
يشترك البلدان في عضوية مجموعة من المنظمات الدولية، منها:
| علم المنظمة | اسم المنظمة                        | تاريخ انضمام جمهورية أفريقيا الوسطى | تاريخ انضمام ليبيا |
| ----------- | ---------------------------------- | ----------------------------------- | ------------------ |
|             | مؤسسة التنمية الدولية              | 27 أغسطس 1963                       | 1 أغسطس 1961       |
|             | يونسكو                             | 11 نوفمبر 1960                      | 27 يونيو 1953      |
|             | وكالة ضمان الاستثمار متعدد الأطراف | 8 سبتمبر 2000                       | 5 أبريل 1993       |
|             | الأمم المتحدة                      | 20 سبتمبر 1960                      | 14 ديسمبر 1955     |
|             | الاتحاد البريدي العالمي            | ?                                   | ?                  |
|             | البنك الدولي للإنشاء والتعمير      | 10 يوليو 1963                       | 17 سبتمبر 1958     |
|             | الاتحاد الدولي للاتصالات           | 2 ديسمبر 1960                       | 3 فبراير 1953      |
|             | منظمة حظر الأسلحة الكيميائية       | ?                                   | ?                  |
|             | مؤسسة التمويل الدولية              | 1 أبريل 1991                        | 18 سبتمبر 1958     |
|             | منظمة الشرطة الجنائية الدولية      | ?                                   | ?                  |
|             | الاتحاد الأفريقي                   | ?                                   | ?                  |
|             | البنك الإفريقي للتنمية             | ?                                   | ?                  |

## وصلات خارجية
- موقع وزارة الخارجية الليبية